# Christiane Kieburg
Christiane Kieburg, née le 3 février 1956, est une judokate allemande. Elle compte à son palmarès quatre titres européens.

## Palmarès international
| Année | Compétition           | Lieu     | Résultat | Catégorie         |
| ----- | --------------------- | -------- | -------- | ----------------- |
| 1975  | Championnats d'Europe | Munich   | 3e       | Plus de 72 kg     |
| 1975  | Championnats d'Europe | Munich   | 3e       | Toutes catégories |
| 1976  | Championnats d'Europe | Vienne   | 1re      | Plus de 72 kg     |
| 1976  | Championnats d'Europe | Vienne   | 3e       | Toutes catégories |
| 1977  | Championnats d'Europe | Arlon    | 1re      | Plus de 72 kg     |
| 1977  | Championnats d'Europe | Arlon    | 3e       | Toutes catégories |
| 1978  | Championnats d'Europe | Cologne  | 1re      | Plus de 72 kg     |
| 1979  | Championnats d'Europe | Kerkrade | 1re      | Plus de 72 kg     |
| 1980  | Championnats d'Europe | Udine    | 3e       | Plus de 72 kg     |
| 1980  | Championnats du monde | New York | 3e       | Plus de 72 kg     |
| 1981  | Championnats d'Europe | Madrid   | 2e       | Plus de 72 kg     |
| 1982  | Championnats d'Europe | Oslo     | 2e       | Plus de 72 kg     |